# 서바이벌 오브 더 데드
서바이벌 오브 더 데드(Survival Of The Dead)는 캐나다에서 제작된 조지 로메로 감독의 2009년 공포 영화이다. 데본 보스틱 등이 주연으로 출연하였고 폴라 데번셔 등이 제작에 참여하였다.

## 출연

### 주연
- 데번 보스틱
- 캐슬린 먼로

### 조연
- 앨런 밴스프랭
- 케네스 웰시
- 줄리언 리칭스
- 어시나 커캐니스
- 조지 스트롬벌로펄러스
- 조리스 자스키
- 웨인 롭슨
- 스테퍼노 디마티오
- 에릭 울프

## 제작진
- 미술: 아빈더 그레이월
- 의상: 앨릭스 캐버노
- 배역: 존 버컨
- 배역: 제이슨 나이트